# Lista monumentelor istorice din județul Mureș - T

Simbol pentru monumentele istorice

Lista monumentelor istorice din județul Mureș - T cuprinde monumentele istorice înscrise în Patrimoniul cultural național al României și aflate în localități ce încep cu litera T din județul Mureș.
Lista completă este menținută și actualizată periodic de către Ministerul Culturii, Cultelor și Patrimoniului Național din România, prin intermediul Institutului Național al Patrimoniului, ultima versiune datând din 2015. Această listă cuprinde și actualizările ulterioare, realizate prin ordin al ministrului culturii.
| Cod LMI                                | Denumire | Localitate                            | Localizare | Datare, Creatori                                               | Imagine               | Erori             |
| -------------------------------------- | --- | ------------------------------------- | --- | -------------------------------------------------------------- | --------------------- | ----------------- |
| MS-I-s-B-15338 (RAN: 114328.01)        | Situl arheologic de la Târgu Mureș, punct „Dâmbul Pietros”                                                                     | municipiul Târgu Mureș                | „Dâmbul Pietros” 46.55°N 24.6°E | Hallstatt                                                      | Încarcă foto \| video | Raportează eroare |
| MS-I-m-B-15338.01                      | Așezare | municipiul Târgu Mureș                | „Dâmbul Pietros”, cartier 1848 | Hallstatt                                                      | Încarcă foto \| video | Raportează eroare |
| MS-I-m-B-15338.02                      | Necropolă | municipiul Târgu Mureș                | „Dâmbul Pietros”, cartier 1848 | Hallstatt                                                      | Încarcă foto \| video | Raportează eroare |
| MS-I-s-B-15339 (RAN: 114328.02)        | Situl arheologic de la Târgu Mureș, punct „Cotitura Dâmbului”                                                                  | municipiul Târgu Mureș                | „Cotitura Dâmbului” 46.55°N 24.6°E |                                                                | Încarcă foto \| video | Raportează eroare |
| MS-I-m-B-15339.01 (RAN: 114328.02.02)  | Așezare | municipiul Târgu Mureș                | „Cotitura Dâmbului” pe terasa de deasupra drumului ce duce la Budiu Mic 46.55°N 24.6°E | Latène, Cultura geto-dacică                                    | Încarcă foto \| video | Raportează eroare |
| MS-I-m-B-15339.02 (RAN: 114328.02.01)  | Așezare | municipiul Târgu Mureș                | „Cotitura Dâmbului” pe terasa de deasupra drumului ce duce la Budiu Mic 46.55°N 24.6°E | Epoca bronzului                                                | Încarcă foto \| video | Raportează eroare |
| MS-I-s-B-15434 (RAN: 114934.01)        | Castrul roman de la Târnăveni                                                                                                  | municipiul Târnăveni                  | la nord de centrul orașului spre râul Târnava 46.31666°N 24.28333°E | Epoca romană                                                   | Încarcă foto \| video | Raportează eroare |
| MS-I-m-B-15434.01 (RAN: 114934.01.03)  | Castru | municipiul Târnăveni                  | La nord de centrul orașului spre râul Târnava, între Strada Principală și râul Târnava | Epoca romană                                                   | Încarcă foto \| video | Raportează eroare |
| MS-I-m-B-15434.02 (RAN: 114934.01.02)  | Canabae | municipiul Târnăveni                  | La nord de centrul orașului spre râul Târnava, între Strada Principală și râul Târnava | sec. II - III p. Chr.                                          | Încarcă foto \| video | Raportează eroare |
| MS-I-s-B-15435 (RAN: 114934.02)        | Situl arheologic de la Târnăveni                                                                                               | municipiul Târnăveni                  | Str. 1 Mai | Epoca romană                                                   | Încarcă foto \| video | Raportează eroare |
| MS-I-m-B-15435.01 (RAN: 114934.02.01)  | Așezare | municipiul Târnăveni                  | Str. 1 Mai, în zona cinematografului Olimpia | sec. I-III p. Chr.                                             | Încarcă foto \| video | Raportează eroare |
| MS-I-m-B-15435.02 (RAN: 114934.02.02)  | Necropolă | municipiul Târnăveni                  | Str. 1 Mai, în zona cinematografului Olimpia | sec. I-III p. Chr.                                             | Încarcă foto \| video | Raportează eroare |
| MS-I-s-B-15432 (RAN: 119867.01)        | Situl arheologic de la Tăureni                                                                                                 | sat Tăureni; comuna Tăureni           | „Curechias” | Epoca bronzului                                                | Încarcă foto \| video | Raportează eroare |
| MS-I-m-B-15432.01 (RAN: 119867.01.02)  | Așezare | sat Tăureni; comuna Tăureni           | „Curechias”, la 1 km E de sat 46.59806°N 24.11306°E | sec. II-III p. Chr.                                            | Încarcă foto \| video | Raportează eroare |
| MS-I-m-B-15432.02 (RAN: 119867.01.01)  | Așezare | sat Tăureni; comuna Tăureni           | „Curechias”, la 1 km E de sat 46.59806°N 24.11306°E | Epoca bronzului târziu, Cultura Noua                           | Încarcă foto \| video | Raportează eroare |
| MS-I-s-B-15433 (RAN: 119867.02)        | Așezare | sat Tăureni; comuna Tăureni           | „Sediul fostului CAP”, în vatra satului 46.58333°N 24.08333°E | Epoca bronzului târziu, Cultura Noua                           | Încarcă foto \| video | Raportează eroare |
| MS-I-s-B-15436 (RAN: 120334.01)        | Așezare romană | sat Toldal; comuna Voivodeni          | „Clădirea CAP”- Pepeniște, la ieșireadin sat, în direcția Voivodeni 46.88334°N 24.58333°E | sec. II - III p. Chr.                                          | Încarcă foto \| video | Raportează eroare |
| MS-I-s-B-15437 (RAN: 118192.01)        | Situl arheologic de la Torba                                                                                                   | sat Torba; comuna Măgherani           | în grădina conacului Bereki |                                                                | Încarcă foto \| video | Raportează eroare |
| MS-I-m-B-15437.01 (RAN: 118192.01.02)  | Așezare | sat Torba; comuna Măgherani           | în grădina conacului Bereki 46.61666°N 24.88333°E | sec. XVI - XVII                                                | Încarcă foto \| video | Raportează eroare |
| MS-I-m-B-15437.02 (RAN: 118192.01.01)  | Așezare | sat Torba; comuna Măgherani           | în grădina conacului Bereki 46.61666°N 24.88333°E | Epoca bronzului, Cultura Schneckenberg                         | Încarcă foto \| video | Raportează eroare |
| MS-I-s-B-15438 (RAN: 119581.01)        | Așezarea romană de la Tușinu                                                                                                   | sat Tușinu; comuna Sânpetru de Câmpie | în vatra satului | sec. II - III p. Chr.                                          | Încarcă foto \| video | Raportează eroare |
| MS-II-m-A-15450 (RAN: 114328.14)       | Biserica de lemn „Sf. Arhangheli”                                                                                              | municipiul Târgu Mureș                | În incinta Garnizoanei de Tancuri | sec. XVII, renovată 1789                                       | Încarcă foto \| video | Raportează eroare |
| MS-II-a-A-15451                        | Ansamblul urban „Piața Trandafirilor” (partea de nord-est)                                                                     | municipiul Târgu Mureș                | SE-Piața Trandafirilor, de la nr. 51 la 61 inclusiv; NE-Piața Petőfi de la intersecția cu str. Poștei până la Piața Trandafirilor nr. 2 și str. Revoluției nr. 1; NV-între clădirile din str. Călărași nr. 1- Piața Trandafirilor nr. 11, inclusiv | sec. XVI - XIX                                                 |                       | Raportează eroare |
| MS-II-a-A-15452                        | Ansamblul urban Zona centrală - centrul comercial                                                                              | municipiul Târgu Mureș                | Între Piața Trandafirilor, nr. 1-32, 33-60, Piața Victoriei nr. 1-10, 11-36; str. Bolyai nr. 1-7, 2-14, str. Enescu George nr. 1, Primăriei nr. 1. | sec. XVII-XIX                                                  |                       | Raportează eroare |
| MS-II-a-A-15453                        | Ansamblul urban Centrul istoric al orașului - zona meșteșugărească                                                             | municipiul Târgu Mureș                | Str. Ștefan cel Mare între nr. 1-37, 2-28; P-ța Bisericii Mici între nr. 1-17; str. Liszt de la nr. 1-15 și 2-6; str. Justiției 2-12; str. Lupeni 1-41, 2-36; str. Kö teles 1-29, 2-16; str. Sportivilor 1-3, 2-14; str. Strâmbă 1-53; str. Arinului; str. Retezatului între nr. 1-21 și 2-26; str. Izvorului 1-7, 2-14; str. Fântânii 1-11, 2-14.       | sec. XVII-XIX                                                  |                       | Raportează eroare |
| MS-II-a-A-15454 (RAN: 114328.03)       | Ansamblul urban „Zona cetății”                                                                                                 | municipiul Târgu Mureș                | P-ța Bernády György de la nr. 1-5 și 2-10; P-ța Petőfi; str. Târgului nr. 1-17, 2-18, str. Avram Iancu, Bd.1 Mai, str. N. Iorga. 46.5484°N 24.5681°E | sec. XVII-XIX                                                  |                       | Raportează eroare |
| MS-II-a-B-15455                        | Ansamblul urban „Cartierul Oncea” - case muncitorești                                                                          | municipiul Târgu Mureș                | Str. Partizanilor de la nr. 2-26, str. Bernath Audar de la nr. 1-33 și 2-34, str. Lebedei de la nr. 1-31, str. Miorițade la nr. 1-55 și 2-62, str. Aradului de la nr. 1-33, str. Salcâmului nr. 28 46.54313°N 24.53797°E | 1905-1988                                                      |                       | Raportează eroare |
| MS-II-a-A-15456                        | Ansamblul urban „Cartierul românesc”                                                                                           | municipiul Târgu Mureș                | Str. Avram Iancu de la 1A-67 și 2-68; Pasajul Palas de la nr. 1-17 și 2-8; str. Spitalului Vechi de la nr. 1-9 și 2-18; str. Doicești, de la nr. 1-37 și 2-28; str. Cosminului 19 și 2-24; str. Toplița de la nr. 1-15 și 2-8; str. Vâscului nr. 5 și 2-8; str. Azuga 2-29; str. Bujorului 1-27, 2a-12; str. Cibinului 1-15, 2-12. 46.54941°N 24.56279°E | sec. XVIII - XIX                                               |                       | Raportează eroare |
| MS-II-a-A-15457                        | Ansamblul urban „Str. Revoluției” - stradă comercială (nr.8: Școala Reformată)                                                 | municipiul Târgu Mureș                | Str. Revoluției de la nr. 1-49, 2-48 | sec. XVIII - XIX                                               | Alte imagini          | Raportează eroare |
| MS-II-a-B-15458                        | Ansamblul urban „Case muncitorești”                                                                                            | municipiul Târgu Mureș                | Str. Amurgului de la nr. 1-7 și 2-8; str. Bucegi de la nr. 1-15 și 2-28; str. Dâmboviței de la nr. 1-17; str. Antal Budai Nagy de la nr. 7-35; str. Păltiniș de la nr. 1-25 și 2-22; str. Siliștei de la nr. 1-21 și 2-18, str. Vulturilor de la nr. 1-35 și 2-32.                                                                                       | 1950                                                           |                       | Raportează eroare |
| MS-II-a-A-15459                        | Ansamblul urban „Str. Rodnei”                                                                                                  | municipiul Târgu Mureș                | Str. Rodnei (nr. 4, 8, 10, 12, 14, 20, 22, 24) | 1910 - 1914                                                    |                       | Raportează eroare |
| MS-II-a-A-15460 (RAN: 114328.10)       | Ansamblul urban „Piața Bolyai”                                                                                                 | municipiul Târgu Mureș                | Piața Bolyai de la nr. 3-29 și 16-24 46.54315°N 24.56414°E | sec. XVIII - XX                                                |                       | Raportează eroare |
| MS-II-a-A-15461                        | Ansamblul urban „Str. Călărașilor”                                                                                             | municipiul Târgu Mureș                | Str. Călărașilor de la nr. 1-7 și 2-52 | sec. XVIII - XX                                                |                       | Raportează eroare |
| MS-II-a-A-15462                        | Ansamblul urban „Str. Horia”                                                                                                   | municipiul Târgu Mureș                | Str. Horiade la 1-5 și 2-14 | sec. XIX - XX                                                  |                       | Raportează eroare |
| MS-II-m-B-15468 (RAN: 114328.28)       | Casa de vamă | municipiul Târgu Mureș                | Bd. 1848 2 | 1882                                                           | Încarcă foto \| video | Raportează eroare |
| MS-II-m-B-15469                        | Casa Radó | municipiul Târgu Mureș                | Str. Artei 7 | 1912 Sándor Radó                                               |                       | Raportează eroare |
| MS-II-m-B-15470                        | Casă | municipiul Târgu Mureș                | Str. Avram Iancu 11-13 | sec. XIX                                                       | Încarcă foto \| video | Raportează eroare |
| MS-II-m-B-15471 (RAN: 114328.25)       | Casa „Avram Iancu” | municipiul Târgu Mureș                | Str. Avram Iancu 23 | sec. XVIII                                                     |                       | Raportează eroare |
| MS-II-m-B-15472                        | Casă | municipiul Târgu Mureș                | Str. Avram Iancu 34 | sf. sec. XVIII-sec. XIX                                        | Încarcă foto \| video | Raportează eroare |
| MS-II-m-B-15473                        | Casă | municipiul Târgu Mureș                | Str. Avram Iancu 55 | sf. sec. XVIII                                                 | Încarcă foto \| video | Raportează eroare |
| MS-II-m-B-15474                        | Casă | municipiul Târgu Mureș                | Str. Avram Iancu 68 | sec. XIX                                                       | Încarcă foto \| video | Raportează eroare |
| MS-II-m-B-15521                        | Casă | municipiul Târgu Mureș                | Str. Belșugului 22 | sf. sec. XIX                                                   | Încarcă foto \| video | Raportează eroare |
| MS-II-m-B-15476                        | Casa Haller | municipiul Târgu Mureș                | Piața Bernády György 2 | sec. XIX, modificări sec. XX                                   |                       | Raportează eroare |
| MS-II-m-A-15477 (RAN: 114328.24)       | Casa Teleky Domokos, azi casa parohială reformată și sediul protopopiatelor reformate                                          | municipiul Târgu Mureș                | Piața Bernády György 3 46.54635°N 24.56497°E | 1797 - 1803                                                    | Alte imagini          | Raportează eroare |
| MS-II-a-A-15475 (RAN: 114328.23)       | Ansamblul cetății medievale | municipiul Târgu Mureș                | Piața Bernády György 5 | sec. XV - XIX                                                  | Alte imagini          | Raportează eroare |
| MS-II-m-A-15475.01 (RAN: 114328.23.01) | Biserica reformată | municipiul Târgu Mureș                | Piața Bernády György 5 46.54652°N 24.56638°E | sec. XV - XIX                                                  | Alte imagini          | Raportează eroare |
| MS-II-m-A-15475.02 (RAN: 114328.23.03) | Incinta fortificată, cu bastioanele: Porții, Croitorilor, Măcelarilor, Dogarilor, Blănarilor, Cizmarilor și corpul de legătură | municipiul Târgu Mureș                | Piața Bernády György 5 46.54761°N 24.56532°E | 1602 - 1653                                                    |                       | Raportează eroare |
| MS-II-m-A-15475.03                     | Fosta cazarmă austriacă | municipiul Târgu Mureș                | Piața Bernády György 5 | sec. XVIII                                                     |                       | Raportează eroare |
| MS-II-m-A-15478                        | Liceul „Al. Papiu Ilarian” | municipiul Târgu Mureș                | Str. Bernády György 12 46.54606°N 24.56848°E | 1910 - 1914                                                    | Încarcă foto \| video | Raportează eroare |
| MS-II-a-A-15479                        | Ansamblul liceului „Bolyai Farkas”                                                                                             | municipiul Târgu Mureș                | Str. Bolyai 3 46.54375°N 24.56333°E | 1908 Sándor Baumgarten (arhitect)                              |                       | Raportează eroare |
| MS-II-m-A-15479.01                     | Liceul „Bolyai Farkas” - clădirea centrală                                                                                     | municipiul Târgu Mureș                | Str. Bolyai 3 | 1908                                                           |                       | Raportează eroare |
| MS-II-m-A-15479.02                     | Internat | municipiul Târgu Mureș                | Str. Bolyai 3 | 1803                                                           |                       | Raportează eroare |
| MS-II-m-A-15479.03                     | Dispensar | municipiul Târgu Mureș                | Str. Bolyai 3 | 1871                                                           | Încarcă foto \| video | Raportează eroare |
| MS-II-m-A-15480 (RAN: 114328.20)       | Prefectura Veche | municipiul Târgu Mureș                | Str. Bolyai 5 46.54502°N 24.56456°E | 1745 - 1843                                                    | Alte imagini          | Raportează eroare |
| MS-II-m-B-15481                        | Casă | municipiul Târgu Mureș                | Str. Bolyai 9 | 1905 - 1910                                                    |                       | Raportează eroare |
| MS-II-m-B-15482                        | Casă | municipiul Târgu Mureș                | Str. Bolyai 10 46.54502°N 24.56456°E | 1850 - 1900                                                    |                       | Raportează eroare |
| MS-II-m-B-15483 (RAN: 114328.22)       | Casa Pálffy (sau Casa Tolnai după primul proprietar)                                                                           | municipiul Târgu Mureș                | Str. Bolyai 12 46.54502°N 24.56456°E | 1640                                                           | Alte imagini          | Raportează eroare |
| MS-II-m-B-15484                        | Clădire, la parter birouri, comerț, la etaj biserica unitariană                                                                | municipiul Târgu Mureș                | Str. Bolyai 13 46.54318°N 24.56476°E | 1929 Kálmán Patrovits (arhitect)                               |                       | Raportează eroare |
| MS-II-m-A-15486 (RAN: 114328.18)       | Biblioteca Teleki-Bolyai | municipiul Târgu Mureș                | Str. Bolyai 17 46.54°N 24.57°E | 1799 - 1803 Ernest Koch, Antal Türk (arhitect)                 | Alte imagini          | Raportează eroare |
| MS-II-m-B-15487 (RAN: 114328.21)       | Casă | municipiul Târgu Mureș                | Str. Bolyai 28 46.54502°N 24.56456°E | sf. sec. XIX                                                   |                       | Raportează eroare |
| MS-II-m-B-15485                        | Casa Kendeffy (Curtea de apel)                                                                                                 | municipiul Târgu Mureș                | Str. Bolyai 30 | 1789 József Sófalvi (arhitect)                                 | Alte imagini          | Raportează eroare |
| MS-II-a-B-15519                        | Ansamblul barajului pe râul Mureș                                                                                              | municipiul Târgu Mureș                | Aleea Carpați 61 | 1905 - 1913                                                    |                       | Raportează eroare |
| MS-II-m-B-15488                        | Casă | municipiul Târgu Mureș                | Str. Călărașilor 52 46.54814°N 24.55847°E | sf. sec. XVIII                                                 |                       | Raportează eroare |
| MS-II-m-B-15542                        | Restaurantul „Cocoșul de Aur”, fosta casă Bürger                                                                               | municipiul Târgu Mureș                | Str. Călărașilor 106 46.5513°N 24.5553°E | 1889                                                           | Alte imagini          | Raportează eroare |
| MS-II-m-B-15464                        | Casă | municipiul Târgu Mureș                | Bd. Cetății 5 | înc. sec. XX                                                   |                       | Raportează eroare |
| MS-II-m-B-15465                        | Casă | municipiul Târgu Mureș                | Bd. Cetății 12 | înc. sec. XX                                                   | Încarcă foto \| video | Raportează eroare |
| MS-II-m-B-15466                        | Casă | municipiul Târgu Mureș                | Bd. Cetății 25 | sf. sec. XIX                                                   | Încarcă foto \| video | Raportează eroare |
| MS-II-m-B-15463 (RAN: 114328.29)       | Casă | municipiul Târgu Mureș                | Bd. Cetății 1 | înc. sec. XIX                                                  |                       | Raportează eroare |
| MS-II-m-B-15467                        | Casă | municipiul Târgu Mureș                | Bd. Cetății 35 | înc. sec. XX                                                   | Încarcă foto \| video | Raportează eroare |
| MS-II-m-B-15489                        | Fosta școală superioară de administrație, azi Palatul Sindicatelor                                                             | municipiul Târgu Mureș                | Str. Cuza Vodă 22 | 1902 - 1913                                                    |                       | Raportează eroare |
| MS-II-m-B-15490                        | Casă | municipiul Târgu Mureș                | Str. Cuza Vodă 34-36 | 1910 - 1916                                                    |                       | Raportează eroare |
| MS-II-m-B-15491                        | Casă (Vila Csonka) | municipiul Târgu Mureș                | Str. Cuza Vodă 35 | 1910 - 1911                                                    |                       | Raportează eroare |
| MS-II-m-B-15492                        | Casă | municipiul Târgu Mureș                | Str. Cuza Vodă 38 | 1910 - 1916                                                    | Încarcă foto \| video | Raportează eroare |
| MS-II-m-B-15493                        | Vila Csiszár-Váradi, azi birouri                                                                                               | municipiul Târgu Mureș                | Str. Cuza Vodă 97 | cca. 1910                                                      |                       | Raportează eroare |
| MS-II-m-B-15497                        | Ateliere pentru micii meseriași, azi magazine                                                                                  | municipiul Târgu Mureș                | Str. Doja Gheorghe 13-15 | 1902                                                           |                       | Raportează eroare |
| MS-II-m-B-15498                        | Casă, azi Sanepid | municipiul Târgu Mureș                | Str. Doja Gheorghe 34 | 1911                                                           |                       | Raportează eroare |
| MS-II-a-A-15499                        | Casa Csonka | municipiul Târgu Mureș                | Str. Doja Gheorghe 35 | 1910                                                           |                       | Raportează eroare |
| MS-II-m-A-15499.01                     | Casă | municipiul Târgu Mureș                | Str. Doja Gheorghe 35 | 1910                                                           |                       | Raportează eroare |
| MS-II-m-A-15499.02                     | Parc | municipiul Târgu Mureș                | Str. Doja Gheorghe 35 | 1910                                                           |                       | Raportează eroare |
| MS-II-m-B-15500                        | Casă, azi Spitalul de boli contagioase                                                                                         | municipiul Târgu Mureș                | Str. Doja Gheorghe 127 | 1910                                                           | Încarcă foto \| video | Raportează eroare |
| MS-II-m-A-15504                        | Palatul Pensionarilor, azi locuințe                                                                                            | municipiul Târgu Mureș                | Str. Enescu 2 46.54327°N 24.55764°E | 1909 - 1911                                                    |                       | Raportează eroare |
| MS-II-m-B-15505                        | Fost cămin de bătrâni | municipiul Târgu Mureș                | Str. Evreilor Martiri 29 | înc. sec. XX                                                   |                       | Raportează eroare |
| MS-II-m-B-15506                        | Fost cămin de bătrâni | municipiul Târgu Mureș                | Str. Evreilor Martiri 31 | înc. sec. XX                                                   |                       | Raportează eroare |
| MS-II-m-A-15502                        | Casa Schmidt | municipiul Târgu Mureș                | Str. Eminescu Mihai 3 | înc. sec. XX                                                   |                       | Raportează eroare |
| MS-II-m-B-15501                        | Sinagoga Status Quo Ante sau Sinagoga Mare                                                                                     | municipiul Târgu Mureș                | Str. Filimon Aurel 21 46.54546°N 24.55794°E | 1899-1900                                                      |                       | Raportează eroare |
| MS-II-m-A-15510                        | Fostul Muzeu al Meseriilor Ținutului Secuiesc, azi Muzeul de Științe Naturale                                                  | municipiul Târgu Mureș                | Str. Horea 24 46.54567°N 24.55627°E | 1890 - 1893                                                    | Alte imagini          | Raportează eroare |
| MS-II-m-B-15572                        | Casă, azi Universitatea „Petru Maior” (construită pentru Școala Superioară de Comerț)                                          | municipiul Târgu Mureș                | Str. Iorga Nicolae 1 46.54623°N 24.56879°E | 1905 Sándor Radó                                               |                       | Raportează eroare |
| MS-II-m-B-15511                        | Palatul Justiției | municipiul Târgu Mureș                | Str. Justiției 1 46.54189°N 24.56448°E | 1856 - 1897                                                    | Alte imagini          | Raportează eroare |
| MS-II-m-B-15512 (RAN: 114328.15)       | Casa Kemény | municipiul Târgu Mureș                | Str. Kogălniceanu Mihail 14 | sec. XVIII                                                     | Alte imagini          | Raportează eroare |
| MS-II-a-A-15507                        | Fostul ansamblu al administrației Uzinelor Comunale, azi R. A. Aquaserv și S.C. Energomur S.A.                                 | municipiul Târgu Mureș                | Str. Kós Károly 1A și 1 B | 1910 - 1913                                                    |                       | Raportează eroare |
| MS-II-m-A-15507.01                     | Clădire administrativă | municipiul Târgu Mureș                | Str. Kós Károly 1A | 1910 - 1913                                                    |                       | Raportează eroare |
| MS-II-m-A-15507.02                     | Fostă locuință de serviciu, azi birouri                                                                                        | municipiul Târgu Mureș                | Str. Kós Károly 1B | 1910 - 1913                                                    |                       | Raportează eroare |
| MS-II-m-A-15507.03                     | Fostul pavilion al porții, azi dispensar                                                                                       | municipiul Târgu Mureș                | Str. Kós Károly 1A | 1910 - 1913                                                    |                       | Raportează eroare |
| MS-II-m-A-15507.04                     | Foste ateliere, azi ateliere contoare                                                                                          | municipiul Târgu Mureș                | Str. Kós Károly 1B | 1910 - 1913                                                    |                       | Raportează eroare |
| MS-II-m-A-15507.05                     | Foste ateliere, azi secția apă-canal                                                                                           | municipiul Târgu Mureș                | Str. Kós Károly 1A | 1910 - 1913                                                    |                       | Raportează eroare |
| MS-II-a-B-15513                        | Mănăstirea minorită | municipiul Târgu Mureș                | Str. Köteles Sámuel 4 46.54315°N 24.56218°E | 1750 - 1903                                                    |                       | Raportează eroare |
| MS-II-m-B-15513.01                     | Biserica romano-catolică „Sf. Anton” (a minoriților)                                                                           | municipiul Târgu Mureș                | Str. Köteles Sámuel 4 46.54315°N 24.56218°E | 1740 - 1767                                                    | Alte imagini          | Raportează eroare |
| MS-II-m-B-15513.02                     | Claustrul și anexele | municipiul Târgu Mureș                | Str. Köteles Sámuel 4 | 1740 - 1767,1903                                               |                       | Raportează eroare |
| MS-II-m-B-15514                        | Casa Bolyai | municipiul Târgu Mureș                | Str. Köteles Sámuel 5 | înc. sec. XIX                                                  |                       | Raportează eroare |
| MS-II-m-B-15515                        | Stație de epurare | municipiul Târgu Mureș                | Str. Libertății 114 | 1905                                                           | Încarcă foto \| video | Raportează eroare |
| MS-II-m-B-15516                        | Fostul cămin al ucenicilor români „Avram Iancu”, azi sediul Inspecției Muncii din jud. Mureș                                   | municipiul Târgu Mureș                | Str. Maniu Iuliu 2 | 1914 - 1915                                                    |                       | Raportează eroare |
| MS-II-m-B-15577                        | Fostul cămin al școlii de ucenici, azi internat și cantină pentru Grupul Școlar „Avram Iancu”                                  | municipiul Târgu Mureș                | Str. Maniu Iuliu 4 | 1926 - 1934                                                    |                       | Raportează eroare |
| MS-II-m-B-15517                        | Fostă locuință pentru muncitori a fabricii de mobilă Szekely și Retty, azi locuință                                            | municipiul Târgu Mureș                | Str. Margaretelor 17 | 1919                                                           |                       | Raportează eroare |
| MS-II-m-B-15518                        | Fostă locuință pentru muncitori a fabricii de mobilă Szekely și Retty, azi locuință                                            | municipiul Târgu Mureș                | Str. Margaretelor 18 | 1919                                                           |                       | Raportează eroare |
| MS-II-a-B-15520                        | Ansamblul fostei Școli militare, azi Universitatea de Medicină și Farmacie                                                     | municipiul Târgu Mureș                | Str. Marinescu Gheorghe 38 46.55511°N 24.58085°E | 1909 frații Grünwald (ingineri)                                |                       | Raportează eroare |
| MS-II-m-B-15520.01                     | Universitatea de Medicină și Farmacie                                                                                          | municipiul Târgu Mureș                | Str. Marinescu Gheorghe 38 | 1909                                                           | Încarcă foto \| video | Raportează eroare |
| MS-II-m-B-15520.02                     | Parc | municipiul Târgu Mureș                | Str. Marinescu Gheorghe 38 | 1909                                                           |                       | Raportează eroare |
| MS-II-m-B-15523 (RAN: 114328.13)       | Cârciuma „Surlott Grádics” | municipiul Târgu Mureș                | Str. Mihai Viteazul 3 46.5468°N 24.56932°E | sec. XVIII                                                     |                       | Raportează eroare |
| MS-II-m-B-21049 (fost B-II-m-B-21049)  | Casă de locuit | municipiul Târgu Mureș                | str. Mihai Viteazul nr. 44 46.54875°N 24.57295°E |                                                                | Încarcă foto \| video | Raportează eroare |
| MS-II-m-B-15524                        | Casa Kárnász | municipiul Târgu Mureș                | Piața Petőfi Sándor 2 | sec. XIX                                                       |                       | Raportează eroare |
| MS-II-m-B-15526                        | Fosta casă de cultură evreiască                                                                                                | municipiul Târgu Mureș                | Str. Poligrafiei 4 | 1927                                                           |                       | Raportează eroare |
| MS-II-m-B-15527 (RAN: 114328.12)       | Casă | municipiul Târgu Mureș                | Str. Poștei 12 | înc. sec. XIX                                                  | Alte imagini          | Raportează eroare |
| MS-II-m-B-15528 (RAN: 114328.17)       | Casa Redmey | municipiul Târgu Mureș                | Str. Poștei 14 | înc. sec. XIX                                                  | Alte imagini          | Raportează eroare |
| MS-II-m-A-15529                        | Camera de Industrie și Comerț                                                                                                  | municipiul Târgu Mureș                | Str. Primăriei 1 | 1910 - 1912                                                    |                       | Raportează eroare |
| MS-II-m-B-15530                        | Casă | municipiul Târgu Mureș                | Str. Rădulescu Ion Heliade 2 | 1906                                                           | Încarcă foto \| video | Raportează eroare |
| MS-II-m-B-15509                        | Casă | municipiul Târgu Mureș                | Str. Rebreanu Liviu 1 | 1905                                                           | Încarcă foto \| video | Raportează eroare |
| MS-II-m-B-15531 (RAN: 114328.32)       | Casă de locuit și grădiniță | municipiul Târgu Mureș                | Str. Republicii 12 | sf. sec. XVIII,1909                                            | Încarcă foto \| video | Raportează eroare |
| MS-II-m-A-15532 (RAN: 114328.36)       | Casa Köpeczi | municipiul Târgu Mureș                | Str. Revoluției 1 46.54677°N 24.56328°E | 1554, 1756                                                     | Alte imagini          | Raportează eroare |
| MS-II-m-B-15533                        | Fostul liceu confesional romano-catolic de fete, azi liceu de artă                                                             | municipiul Târgu Mureș                | Str. Revoluției 9 46.54741°N 24.5638°E | 1860                                                           | Alte imagini          | Raportează eroare |
| MS-II-m-B-15534 (RAN: 114328.39)       | Biserica unitariană din Piața Bolyai                                                                                           | municipiul Târgu Mureș                | Str. Revoluției 10 | sf. sec. XIII, renovări 1743, 1796, sf. sec. XIX - înc.sec. XX |                       | Raportează eroare |
| MS-II-m-B-15535 (RAN: 114328.40)       | Fostă locuință, azi spital | municipiul Târgu Mureș                | Str. Revoluției 33 | sf. sec. XVIII, mijl. sec. XIX                                 |                       | Raportează eroare |
| MS-II-m-B-15536 (RAN: 114328.41)       | Fost spital orășenesc, azi Clinica medicală II                                                                                 | municipiul Târgu Mureș                | Str. Revoluției 35 | 1811, extins 1854, 1881                                        |                       | Raportează eroare |
| MS-II-m-B-15537 (RAN: 114328.42)       | Casa „Makarias”-locuință pentru oficialități, azi internat                                                                     | municipiul Târgu Mureș                | Str. Revoluției 45 46.5505°N 24.5648°E | 1750, transf.1850                                              | Alte imagini          | Raportează eroare |
| MS-II-m-B-15538                        | Casă | municipiul Târgu Mureș                | Str. Rodnei 12 | înc. sec. XX                                                   |                       | Raportează eroare |
| MS-II-m-B-15539                        | Casă | municipiul Târgu Mureș                | Str. Rodnei 14 | înc. sec. XX                                                   |                       | Raportează eroare |
| MS-II-m-B-15540                        | Casă | municipiul Târgu Mureș                | Str. Rodnei 22 | 1920                                                           |                       | Raportează eroare |
| MS-II-m-B-15541                        | Casă | municipiul Târgu Mureș                | Str. Rodnei 25 | sf. sec. XIX                                                   | Încarcă foto \| video | Raportează eroare |
| MS-II-m-B-15543                        | Fabrica de Bere Bürger | municipiul Târgu Mureș                | Str. Sinaia 3 | 1880 - 1885                                                    | Alte imagini          | Raportează eroare |
| MS-II-m-B-15494 (RAN: 114328.16)       | Biserica „Înălțarea Domnului”                                                                                                  | municipiul Târgu Mureș                | Str. Șaguna Andrei, mitropolit 9 46.55055°N 24.56833°E | 1794                                                           | Alte imagini          | Raportează eroare |
| MS-II-m-B-15495                        | Prima școală românească, în care a funcționat Petru Maior                                                                      | municipiul Târgu Mureș                | Str. Șaguna Andrei, mitropolit 9 | sf. sec. XVIII                                                 | Încarcă foto \| video | Raportează eroare |
| MS-II-m-A-15496 (RAN: 114328.30)       | Biserica de lemn „Sf. Arhanghel Mihail”                                                                                        | municipiul Târgu Mureș                | Str. Șaguna Andrei, mitropolit 13 46.5505°N 24.56964°E | 1793, 1814                                                     | Alte imagini          | Raportează eroare |
| MS-II-m-B-15545                        | Casă | municipiul Târgu Mureș                | Str. Ștefan cel Mare 8 | sf. sec. XIX-înc. sec. XX                                      |                       | Raportează eroare |
| MS-II-m-B-15546                        | Biserica reformată mică | municipiul Târgu Mureș                | Str. Ștefan cel Mare 22 46.53973°N 24.5668°E | 1815 - 1830 András Lantos (arhitect)                           | Alte imagini          | Raportează eroare |
| MS-II-m-B-15547                        | Casa Bornemisza | municipiul Târgu Mureș                | Str. Târgului 1 | sec. XIX                                                       | Alte imagini          | Raportează eroare |
| MS-II-m-B-15548                        | Catedrala „Înălțarea Domnului”                                                                                                 | municipiul Târgu Mureș                | Piața Trandafirilor 1 46.53973°N 24.5668°E | 1925 - 1934 Victor Vlad (arhitect)                             |                       | Raportează eroare |
| MS-II-m-B-15549 (RAN: 114328.38)       | Casa Görög | municipiul Târgu Mureș                | Piața Trandafirilor 2 46.5465°N 24.5639°E | sec. XVIII                                                     | Alte imagini          | Raportează eroare |
| MS-II-m-B-15550                        | Casă | municipiul Târgu Mureș                | Piața Trandafirilor 3 | sec. XIX                                                       | Încarcă foto \| video | Raportează eroare |
| MS-II-m-B-15551 (RAN: 114328.35)       | Palatul Apollo | municipiul Târgu Mureș                | Piața Trandafirilor 5 46.54622°N 24.56233°E | 1820                                                           | Alte imagini          | Raportează eroare |
| MS-II-m-A-15552 (RAN: 114328.34)       | Turnul-clopotniță al fostei mănăstiri franciscane                                                                              | municipiul Târgu Mureș                | Piața Trandafirilor 10 | 1820                                                           | Alte imagini          | Raportează eroare |
| MS-II-m-A-15553 (RAN: 114328.33)       | Palatul Toldalagi | municipiul Târgu Mureș                | Piața Trandafirilor 11 46.54535°N 24.56158°E | 1759 - 1771 Jean Louis d'Or (arhitect)                         | Alte imagini          | Raportează eroare |
| MS-II-m-B-15554                        | Casa Bányai | municipiul Târgu Mureș                | Piața Trandafirilor 12 46.54523°N 24.56136°E | 1904 Győző Nagy (arhitect)                                     |                       | Raportează eroare |
| MS-II-m-B-15555                        | Fosta casă a breslei măcelarilor, azi birouri                                                                                  | municipiul Târgu Mureș                | Piața Trandafirilor 13 46.54513°N 24.56122°E | 1888                                                           | Alte imagini          | Raportează eroare |
| MS-II-m-A-15556                        | Casa Wamos | municipiul Târgu Mureș                | Piața Trandafirilor 18 | 1910                                                           |                       | Raportează eroare |
| MS-II-m-B-15557                        | Fostul cazinou evreiesc, azi birouri                                                                                           | municipiul Târgu Mureș                | Piața Trandafirilor 21 | 1900 - 1910                                                    |                       | Raportează eroare |
| MS-II-m-A-15558                        | Fosta Bancă Agrară, azi Banca Comercială                                                                                       | municipiul Târgu Mureș                | Piața Trandafirilor 26 | 1909, ext.1930 - 1940                                          |                       | Raportează eroare |
| MS-II-m-B-15559                        | Fosta casă a breslei cizmarilor, azi locuință și birouri                                                                       | municipiul Târgu Mureș                | Piața Trandafirilor 49 46.54476°N 24.56218°E | 1890                                                           | Alte imagini          | Raportează eroare |
| MS-II-m-B-15560                        | Casă | municipiul Târgu Mureș                | Piața Trandafirilor 51 | cca. 1860                                                      |                       | Raportează eroare |
| MS-II-m-B-15561                        | Casă | municipiul Târgu Mureș                | Piața Trandafirilor 52 | 1880 - 1900                                                    |                       | Raportează eroare |
| MS-II-m-B-15562                        | Casă | municipiul Târgu Mureș                | Piața Trandafirilor 53 | 1860                                                           | Alte imagini          | Raportează eroare |
| MS-II-m-B-15563                        | Casa „Câinele negru” | municipiul Târgu Mureș                | Piața Trandafirilor 54 | 1827                                                           |                       | Raportează eroare |
| MS-II-m-B-15564                        | Casa Steibel | municipiul Târgu Mureș                | Piața Trandafirilor 55 | sec. XIX                                                       |                       | Raportează eroare |
| MS-II-m-B-15565                        | Casa Rozenfeld | municipiul Târgu Mureș                | Piața Trandafirilor 56 | sec. XIX                                                       |                       | Raportează eroare |
| MS-II-m-B-15566 (RAN: 114328.27)       | Casă | municipiul Târgu Mureș                | Piața Trandafirilor 57 | cca. 1810, transf. 1930                                        |                       | Raportează eroare |
| MS-II-m-B-15567                        | Casă | municipiul Târgu Mureș                | Piața Trandafirilor 58 | sec. XIX                                                       |                       | Raportează eroare |
| MS-II-m-B-15568                        | Casă | municipiul Târgu Mureș                | Piața Trandafirilor 59 | 1877                                                           | Alte imagini          | Raportează eroare |
| MS-II-a-A-15569                        | Mănăstirea Iezuiților, casa „Francisc Nagy Szabo”                                                                              | municipiul Târgu Mureș                | Piața Trandafirilor 61 | 1623,1725-1749                                                 |                       | Raportează eroare |
| MS-II-m-A-15569.01                     | Biserica fostei mănăstiri a iezuiților                                                                                         | municipiul Târgu Mureș                | Piața Trandafirilor 61 46.5458°N 24.56404°E | 1728 - 1754 Bálint Scherzer (arhitect)                         | Alte imagini          | Raportează eroare |
| MS-II-m-A-15569.02                     | Claustru, azi casa parohială romano-catolică                                                                                   | municipiul Târgu Mureș                | Piața Trandafirilor 61 | sec. XVII - XVIII                                              | Alte imagini          | Raportează eroare |
| MS-II-m-B-15570 (RAN: 114328.37)       | Casă | municipiul Târgu Mureș                | Str. Trebely 5 | înc. sec. XIX                                                  | Alte imagini          | Raportează eroare |
| MS-II-m-B-15571                        | Casa Bustya Lajos, cu poarta de lemn                                                                                           | municipiul Târgu Mureș                | Str. Trebely 14 | 1925                                                           |                       | Raportează eroare |
| MS-II-m-B-15522                        | Uzină electrică | municipiul Târgu Mureș                | Str. Uzinei 1 | 1910 - 1912                                                    |                       | Raportează eroare |
| MS-II-a-B-15508                        | Uzina de apă și parcul | municipiul Târgu Mureș                | Str. Verii 4 | 1908 - 1909                                                    |                       | Raportează eroare |
| MS-II-m-B-15508.01                     | Stația de pompare | municipiul Târgu Mureș                | Str. Verii 4 | 1908 - 1909                                                    |                       | Raportează eroare |
| MS-II-m-B-15508.02                     | Parc | municipiul Târgu Mureș                | Str. Verii 4 | 1908 - 1909                                                    |                       | Raportează eroare |
| MS-II-m-B-15508.03                     | Rezervoare de apă | municipiul Târgu Mureș                | Str. Verii 4 | 1908 - 1909                                                    |                       | Raportează eroare |
| MS-II-m-B-15574                        | Stația de pompare, fostă locuință de serviciu, azi locuință                                                                    | municipiul Târgu Mureș                | Str. Verii 71 | 1906                                                           | Încarcă foto \| video | Raportează eroare |
| MS-II-m-A-15503                        | Palatul Culturii | municipiul Târgu Mureș                | Piața Victoriei 1 46.54293°N 24.5583°E | 1907 - 1913 Marcell Komor, Dezső Jakab (arhitect)              | Alte imagini          | Raportează eroare |
| MS-II-m-A-15575                        | Fosta Primărie a municipiului, azi Prefectura                                                                                  | municipiul Târgu Mureș                | Piața Victoriei 2 46.54306°N 24.55708°E | 1905 - 1907 Marcell Komor, Dezső Jakab (arhitect)              | Alte imagini          | Raportează eroare |
| MS-II-m-B-15576                        | Fostul Palat al Prefecturii, azi Primăria municipiului                                                                         | municipiul Târgu Mureș                | Piața Victoriei 3 | 1936 - 1941 Eugen I. Grasu, Iván Kotsis (arhitect)             |                       | Raportează eroare |
| MS-II-m-B-15578                        | Biserica „Buna Vestire” | municipiul Târgu Mureș                | Piața Victoriei 4 46.54237°N 24.55774°E | 1926 - 1936                                                    |                       | Raportează eroare |
| MS-II-m-A-15579                        | Fosta bancă „Albina”, azi Federalcoop, birouri                                                                                 | municipiul Târgu Mureș                | Piața Victoriei 5 | 1910 Sándor Radó (arhitect)                                    |                       | Raportează eroare |
| MS-II-m-B-15580                        | Casă | municipiul Târgu Mureș                | Piața Victoriei 14 | 1913                                                           | Încarcă foto \| video | Raportează eroare |
| MS-II-m-B-15581                        | Casa „Dr. Fekete” | municipiul Târgu Mureș                | Piața Victoriei 31 | 1900                                                           |                       | Raportează eroare |
| MS-II-m-B-15582                        | Casa „Csiki” | municipiul Târgu Mureș                | Piața Victoriei 32 | 1900                                                           |                       | Raportează eroare |
| MS-II-m-A-15583                        | Casa Gyula Kalgovits | municipiul Târgu Mureș                | Piața Victoriei 34 | 1900 Sándor Radó (arhitect)                                    |                       | Raportează eroare |
| MS-II-m-B-15584                        | Depozitele orașului | municipiul Târgu Mureș                | Str. Vladimirescu Tudor 36 | cca. 1900                                                      |                       | Raportează eroare |
| MS-II-m-B-16039 (RAN: 114934.05)       | Conacul Szilvássy | municipiul Târnăveni                  | Str. Eminescu Mihai 15 | 1800                                                           | Alte imagini          | Raportează eroare |
| MS-II-m-B-16040                        | Palat | municipiul Târnăveni                  | Piața Primăriei 7 | 1878                                                           | Alte imagini          | Raportează eroare |
| MS-II-m-B-16041 (RAN: 114934.04)       | Casă | municipiul Târnăveni                  | Piața Primăriei 8 | mijl. sec. XVIII                                               | Alte imagini          | Raportează eroare |
| MS-II-m-A-16042 (RAN: 114934.03)       | Biserica unitariană | municipiul Târnăveni                  | Piața Primăriei 9 46.33056°N 24.27987°E | sf. sec. XIII-sec. XVI, sec. XVIII - XIX                       | Alte imagini          | Raportează eroare |
| MS-II-m-B-16043                        | Casă | municipiul Târnăveni                  | Str. Republicii 24 | sf. sec. XIX                                                   | Alte imagini          | Raportează eroare |
| MS-II-m-B-16044                        | Fostul sediu al Comitatului Turda                                                                                              | municipiul Târnăveni                  | Str. Republicii 30 | 1878                                                           |                       | Raportează eroare |
| MS-II-m-B-16045                        | Fostul Cazinou | municipiul Târnăveni                  | Str. Republicii 56 | sec. XIX                                                       | Alte imagini          | Raportează eroare |
| MS-II-m-B-16046                        | Fostul sediu al Băncii „Vulturul”                                                                                              | municipiul Târnăveni                  | Str. Republicii 69 | sec. XIX                                                       |                       | Raportează eroare |
| MS-II-m-B-16047                        | Școală | municipiul Târnăveni                  | Str. Republicii 92 | 1888                                                           |                       | Raportează eroare |
| MS-II-m-B-16048                        | Casa Beldy | municipiul Târnăveni                  | Str. Stadionului 2 46.32914°N 24.28225°E | 1860                                                           | Alte imagini          | Raportează eroare |
| MS-II-m-B-16049                        | Școala de Cooperație Târnăveni                                                                                                 | municipiul Târnăveni                  | Piața Trandafirilor 10 | 1880                                                           | Alte imagini          | Raportează eroare |
| MS-II-m-B-16050 (RAN: 116787.01)       | Biserica reformată | sat Tonciu; comuna Fărăgău            | 135 | 1410 - 1450                                                    | Alte imagini          | Raportează eroare |
| MS-II-a-B-16051                        | Ansamblul rural „Str. Principală”                                                                                              | sat Torba; comuna Măgherani           | Str. Principală nr. 4, 5, 10, 12, 20-26, 31, 46, 49, 54, 62, 64, 112. | sf. sec. XIX                                                   | Alte imagini          | Raportează eroare |
| MS-II-m-A-16052 (RAN: 117104.03)       | Curia Dósa-Barátosi | sat Trei Sate; comuna Ghindari        | 244 46.47683°N 24.89655°E | sec. XVIII                                                     | Alte imagini          | Raportează eroare |
| MS-II-m-A-16053 (RAN: 117104.04)       | Biserica unitariană | sat Trei Sate; comuna Ghindari        | 517 | 1798                                                           | Alte imagini          | Raportează eroare |
| MS-II-m-A-16055                        | Biserica de lemn „Sf. Arhangheli”, cu clopotnița                                                                               | sat Troița; comuna Gălești            | 92 | sec. XVII, sec. XVIII                                          | Alte imagini          | Raportează eroare |
| MS-II-m-A-16054 (RAN: 116929.02)       | Turnul bisericii romano-catolice                                                                                               | sat Troița; comuna Gălești            | 203 | sec. XV                                                        | Alte imagini          | Raportează eroare |
| MS-III-m-A-16076                       | Bustul lui Alexandru Papiu Ilarian                                                                                             | municipiul Târgu Mureș                | Piața Bernády György | 1930                                                           |                       | Raportează eroare |
| MS-III-m-A-16075                       | Monumentul „Bolyai” | municipiul Târgu Mureș                | Piața Bolyai | 1950 - 1960 István Csorvássy, Márton Izsák (artist)            | Încarcă foto \| video | Raportează eroare |
| MS-III-m-A-16077                       | Monumentul Secuilor Martiri | municipiul Târgu Mureș                | Calea Secuilor Martiri 46.5556°N 24.577°E | 1874 Zsigmond Aradi (artist)                                   | Alte imagini          | Raportează eroare |
| MS-III-m-A-16078                       | Monumentul ecvestru „Avram Iancu”                                                                                              | municipiul Târgu Mureș                | Piața Trandafirilor, în fața catedralei ortodoxe | 1978 Florin Codre (sculptor)                                   |                       | Raportează eroare |
| MS-III-m-A-16079                       | Monumentul „Lupa Capitolina”                                                                                                   | municipiul Târgu Mureș                | Piața Victoriei 3, în fața Palatului Prefecturii | 1936                                                           |                       | Raportează eroare |
| MS-IV-m-B-16087                        | Monument funerar Nagy Lajos | municipiul Târgu Mureș                | În cimitirul reformat | 1927                                                           | Încarcă foto \| video | Raportează eroare |
| MS-IV-m-B-16088                        | Monument funerar Petelei Istvan                                                                                                | municipiul Târgu Mureș                | În cimitirul romano-catolic | 1910                                                           | Încarcă foto \| video | Raportează eroare |
| MS-IV-m-B-16089                        | Monumentul funerar Borsos Tamas                                                                                                | municipiul Târgu Mureș                | În cimitirul reformat | 1634                                                           | Încarcă foto \| video | Raportează eroare |
| MS-IV-m-B-16090                        | Monumentul funerar György Bernády                                                                                              | municipiul Târgu Mureș                | În cimitirul reformat | 1938                                                           |                       | Raportează eroare |
| MS-IV-a-A-16092                        | Ansamblul funerar Farkas și Janos Bolyai                                                                                       | municipiul Târgu Mureș                | Str. Crizantemelor 4, Cimitirul reformat | 1884, 1894                                                     |                       | Raportează eroare |
| MS-IV-m-B-16093                        | Criptă | municipiul Târgu Mureș                | Str. Crizantemelor 4, Cimitirul reformat | 1698, reconst. 1947                                            | Încarcă foto \| video | Raportează eroare |
| MS-IV-m-B-16094                        | Monumentul funerar al lui Simo Geza                                                                                            | municipiul Târgu Mureș                | Str. Crizantemelor 4, Cimitirul reformat | 1946                                                           | Încarcă foto \| video | Raportează eroare |
| MS-IV-m-B-16096                        | Fostul sediu al „Asociației Generale a Muncitorilor din Târgu-Mureș”                                                           | municipiul Târgu Mureș                | Str. Mihai Viteazul 14 | mijl. sec. XIX                                                 | Alte imagini          | Raportează eroare |
| MS-IV-m-B-16098                        | Mormântul artistei dramatice Kantor Anna                                                                                       | municipiul Târgu Mureș                | Str. Papiu Ilarian Alexandru 21, în cimitirul romano-catolic | 1856                                                           | Încarcă foto \| video | Raportează eroare |
| MS-IV-m-B-16095                        | Monument funerar al protopopului Ștefan Rusu                                                                                   | municipiul Târgu Mureș                | Str. Șaguna Andrei, mitropolit 13 | sec. XX                                                        | Încarcă foto \| video | Raportează eroare |